# باشگاه فوتبال حسن ابین
باشگاه فوتبال حسن ابین (به عربی: حسان أبين) (به انگلیسی: Hassan Abyan FC) یک باشگاه فوتبال در استان ابین یمنی می‌باشد. این باشگاه اکنون در لیگ برتر یمن بازی می‌کند.